# Хироказу Ниномија
Хироказу Ниномија (јап. 二宮 洋一; 22. новембар 1917 — Токио, 7. март 2000) био је јапански фудбалер.

## Каријера
Током каријере је играо за Кеио БРБ.

## Репрезентација
За репрезентацију Јапана дебитовао је 1940. године. За тај тим је одиграо 6 утакмица и постигао 1 гол.

## Статистика
| Јапан  | Јапан   | Јапан  |
| Година | Наступи | Голови |
| ------ | ------- | ------ |
| 1940.  | 1       | 0      |
| 1941.  | 0       | 0      |
| 1942.  | 0       | 0      |
| 1943.  | 0       | 0      |
| 1944.  | 0       | 0      |
| 1945.  | 0       | 0      |
| 1946.  | 0       | 0      |
| 1947.  | 0       | 0      |
| 1948.  | 0       | 0      |
| 1949.  | 0       | 0      |
| 1950.  | 0       | 0      |
| 1951.  | 2       | 1      |
| 1952.  | 0       | 0      |
| 1953.  | 0       | 0      |
| 1954.  | 3       | 0      |
| Укупно | 6       | 1      |